# Lijst van plantengeslachten
Dit is de Wikiproject Lijst planten die hoort bij het Wikipedia:Wikiproject/Planten. Het doel is om 2000 planten te beschrijven. Bij sommige planten komen links voor die nog niet bestaan. Het zou fijn zijn als deze worden gevuld.
Iedereen is uitgenodigd om mee te werken aan dit project.

## Soorten
Zie Lijst van planten op wetenschappelijke naam.

## Geslachten
Op dit moment zijn er artikelen over de volgende geslachten:

## Subtribi
1. Arethusinae
2. Brownleeinae
3. Catasetinae
4. Coelogyninae
5. Coryciinae
6. Cranichidinae
7. Cypripediinae
8. Cyrtopodiinae
9. Dendrobiinae
10. Diceratostelinae
11. Disinae
12. Elleanthinae
13. Epigeneiinae
14. Epipogiinae
15. Eriinae
16. Eulophiinae
17. Galeolinae
18. Galeottiellinae
19. Gastrodiinae
20. Grastidiinae
21. Goodyerinae
22. Habenariinae
23. Huttonaeinae
24. Lecanorchidinae
25. Limodorinae
26. Listerinae
27. Malaxidinae
28. Manniellinae
29. Megastylidinae
30. Mexipediinae
31. Nerviliinae
32. Oberoniinae
33. Orchidinae
34. Pachyplectroninae
35. Paphiopedilinae
36. Phragmipediinae
37. Podochilinae
38. Pogoniinae
39. Prescottiinae
40. Pterostylidinae
41. Satyriinae
42. Selenipediinae
43. Sobraliinae
44. Spiranthinae
45. Thelasiinae
46. Triphorinae
47. Tropidiinae
48. Vanillinae
49. Vargasiellinae
50. Zygopetalinae

## Tribus
1. Abreae
2. Arethuseae
3. Bambuseae
4. Browningieae
5. Calypsoeae
6. Codonorchideae
7. Collabieae
8. Cranichideae
9. Cypripedieae
10. Dendrobieae
11. Diseae
12. Gastrodieae
13. Malaxideae
14. Maxillarieae
15. Mexipedieae
16. Neottieae
17. Nervilieae
18. Orchideae
19. Palmorchideae
20. Podochileae
21. Pogonieae
22. Phragmipedieae
23. Selenipedieae
24. Sobralieae
25. Trifolieae
26. Triphoreae
27. Tropidieae
28. Vanilleae
29. Xerorchideae

## Onderfamilies
1. Adiantoideae
2. Apostasioideae
3. Asteroideae
4. Athrotaxidoideae
5. Bambusoideae
6. Barnadesioideae
7. Bombacoideae
8. Byttnerioideae
9. Cactoideae
10. Callitroideae
11. Cheilanthoideae
12. Cryptogrammoideae
13. Cunninghamhioideae
14. Cupressoideae
15. Cypripedioideae
16. Epidendroideae
17. Malvoideae
18. Orchidoideae
19. Parkerioideae
20. Polypodioideae
21. Pteridoideae
22. Sequoioideae
23. Taiwanioideae
24. Taxodioideae
25. Vanilloideae

## Families
(Zie ook hier.)

## Orden
(Zie ook hier.)
1. Acorales
2. Aquifoliales
3. Alismatales
4. Apiales
5. Archaeopteridales
6. Arecales
7. Aristolochiales
8. Asparagales
9. Asterales
10. Austrobaileyales
11. Brassicales
12. Campanulales
13. Canellales
14. Capparales
15. Caryophyllales
16. Celastrales
17. Ceratophyllales
18. Commelinales
19. Cornales
20. Crossosomatales
21. Cucurbitales
22. Cyatheales
23. Diapensiales
24. Dioscoreales
25. Dipsacales
26. Ebenales
27. Equisetales
28. Ericales
29. Fabales
30. Fagales
31. Filicales
32. Garryales
33. Gentianales
34. Geraniales
35. Gleicheniales
36. Gunnerales
37. Hymenophyllales
38. Hypnales
39. Lamiales
40. Laurales
41. Liliales
42. Magnoliales
43. Malpighiales
44. Malvales
45. Marattiales
46. Myrtales
47. Nepenthales
48. Ophioglossales
49. Osmundales
50. Oxalidales
51. Pandanales
52. Papaverales
53. Picramniales
54. Piperales
55. Pinales
56. Plantaginales
57. Plumbaginales
58. Poales
59. Polemoniales
60. Polypodiales
61. Polygonales
62. Polytrichales
63. Proteales
64. Pseudoborniales
65. Psilotales
66. Ranunculales
67. Rosales
68. Rubiales
69. Salviniales
70. Santalales
71. Sapindales
72. Saxifragales
73. Solanales
74. Sphagnales
75. Sphenophyllales
76. Violales
77. Zingiberales
78. Zygophyllales

## Superorden
1. Magnoliiflorae
2. Hamameliflorae
3. Caryophylliflorae
4. Dilleniiflorae
5. Rosiflorae
6. Asteriflorae
7. Lilliiflorae

## Subklassen
1. Magnoliidae
2. Hamamelidae
3. Caryophyllidae
4. Dilleniidae
5. Rosidae
6. Asteridae
7. Sympetalae vergroeide bloembladen
8. Choripetalae losse bloemdekbladen

## Klassen
1. Bryopsida (Bladmossen)
2. Equisetopsida
3. Liliopsida (Eenzaadlobbigen)
4. Lycopsida
5. Magnoliopsida (Tweezaadlobbigen)
6. Marattiopsida
7. Pinopsida (Conifeer)
8. Polypodiopsida
9. Polytrichopsida
10. Progymnospermopsida
11. Psilotopsida
12. Pteridospermopsida (Zaadvarens)
13. Pteropsida
14. Sphagnopsida

## Stam
1. Pinophyta (Coniferen)
2. Magnoliophyta (Bedektzadigen)
3. Spermatophyta Zaadplanten (conifeerachtigen + bedektzadigen)

## Rijk
1. Plantae planten